# سوق الحافة
سوق الحافة هو سوق تقليدي تشتهر به مدينة الحافه بولاية صلالة / محافظة ظفار، ويقصده زوار المدينة كمعلم سياحي واقتصادي. يقع سوق الحافة على بعد 3 كم من قلب مدينة صلالة وتحيط به أشجار جوز الهند ويشتهر ببيع البخور ومنتجات الألبان كما يزخر بالعديد من المنتجات سواءً المنسوجات التقليدية المتنوعة، أو الملابس التراثية، أو المصبوغات الذهبية والفضية، وغيرها الكثير من المصنوعات التقليدية.
ويعتبر سوق الحافه أقدم سوق بظفار كلها، ويسمى تاريخيا بسوق الحرجاء، وقد زاره ابن بطوطة وابن المجاور وغيرهم من الرحالة.

## موقع سوق الحافة
يقع سوق الحافة في منطقة الحافة في صلالة، بالقرب من الشاطئ، ويمكنك الوصول إليه من مطار صلالة بالتعليمات التالية:
1. من مطار صلالة اتجاه استقامة إلى دوار برج النهضة.
2. خذ ثاني المخرج الثاني.
3. استمر باستقامة حتى تصل شارع السلطان قابوس ( مسافة 3 كيلومتر)
4. انعطف يسار عن إشارات المرور.
5. خذ المخرج الثاني في الدوار التالي.
6. ستجد السوق على جهة اليمين بعد 500 متر

## معرض صور

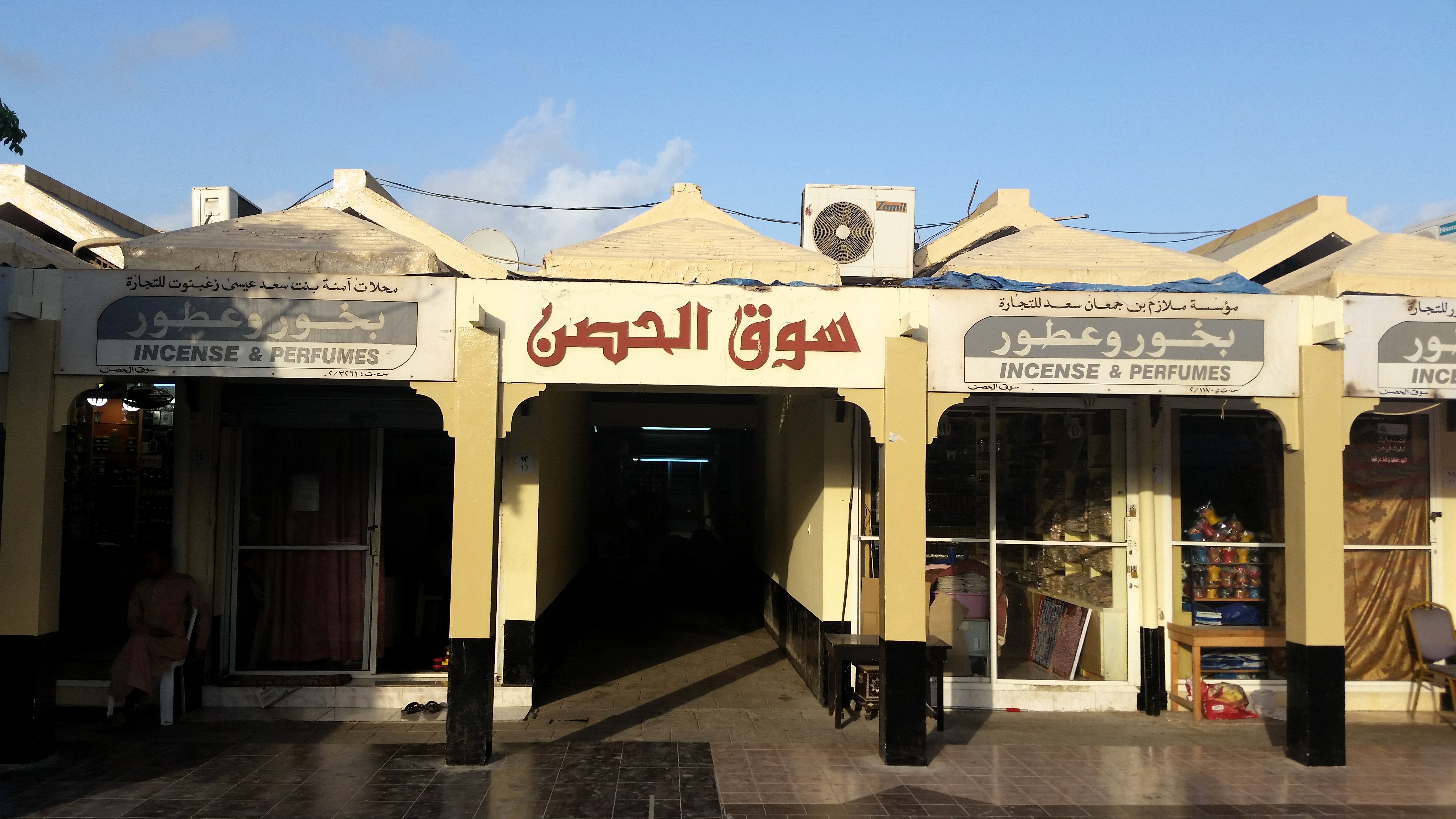
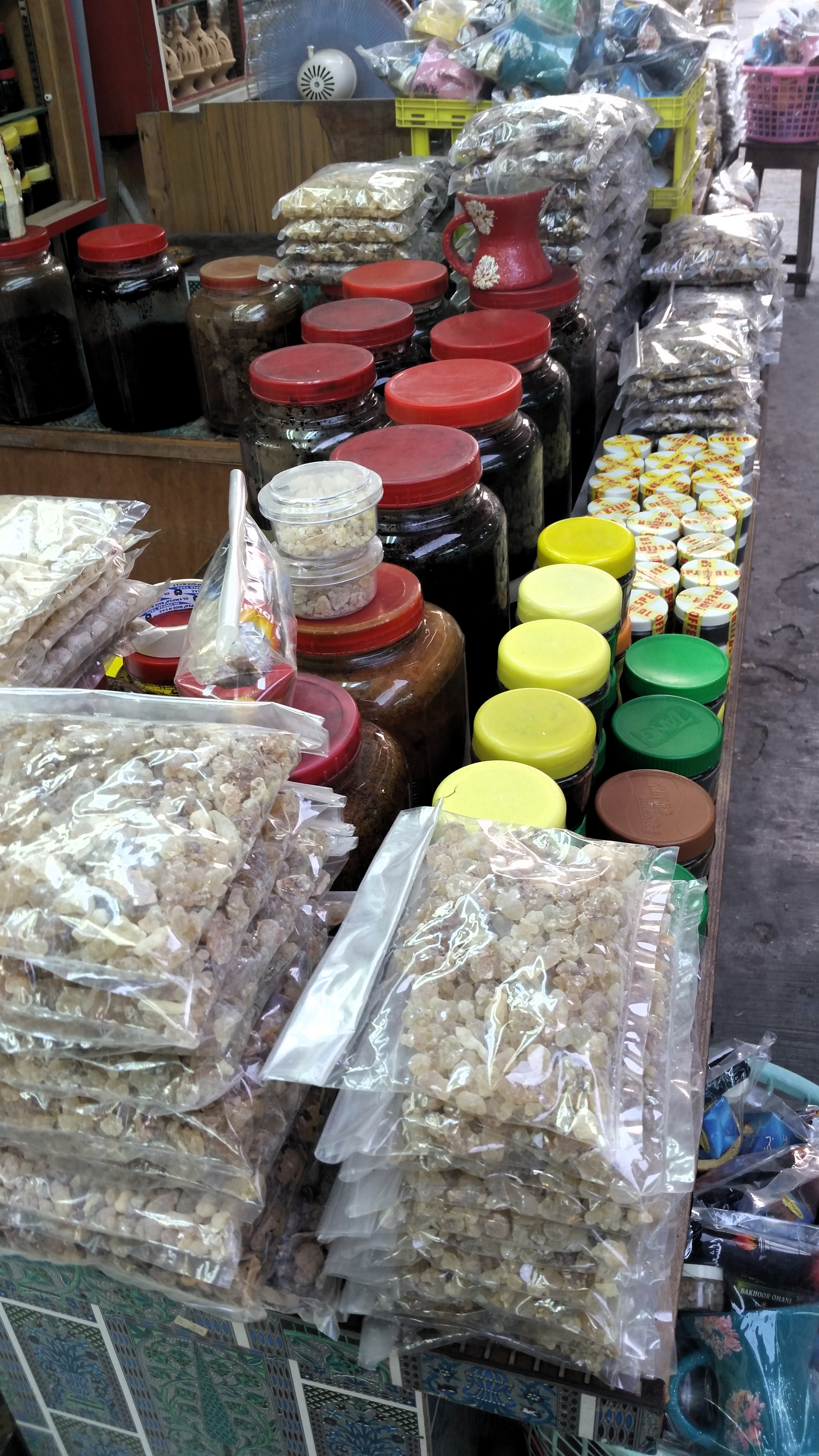
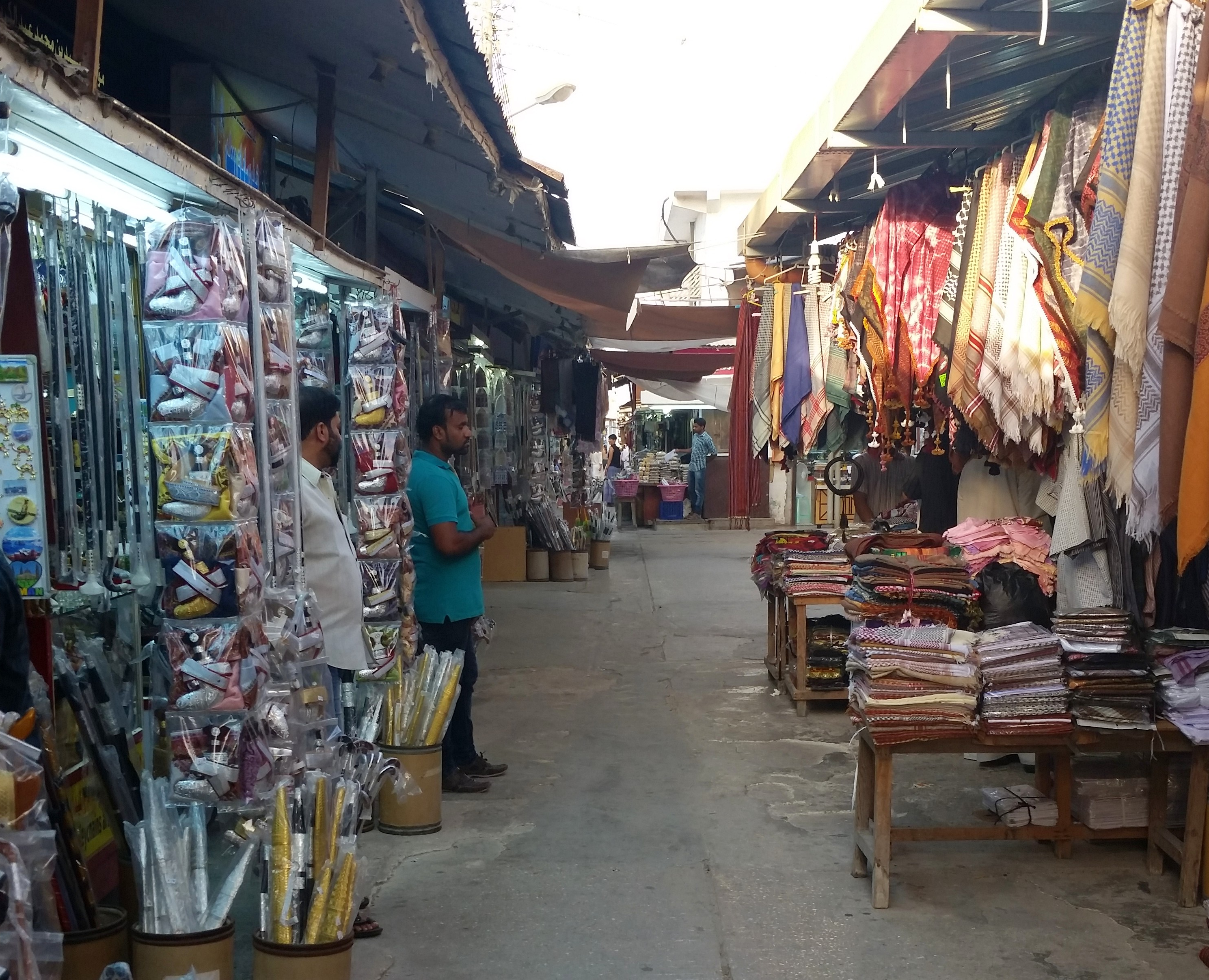
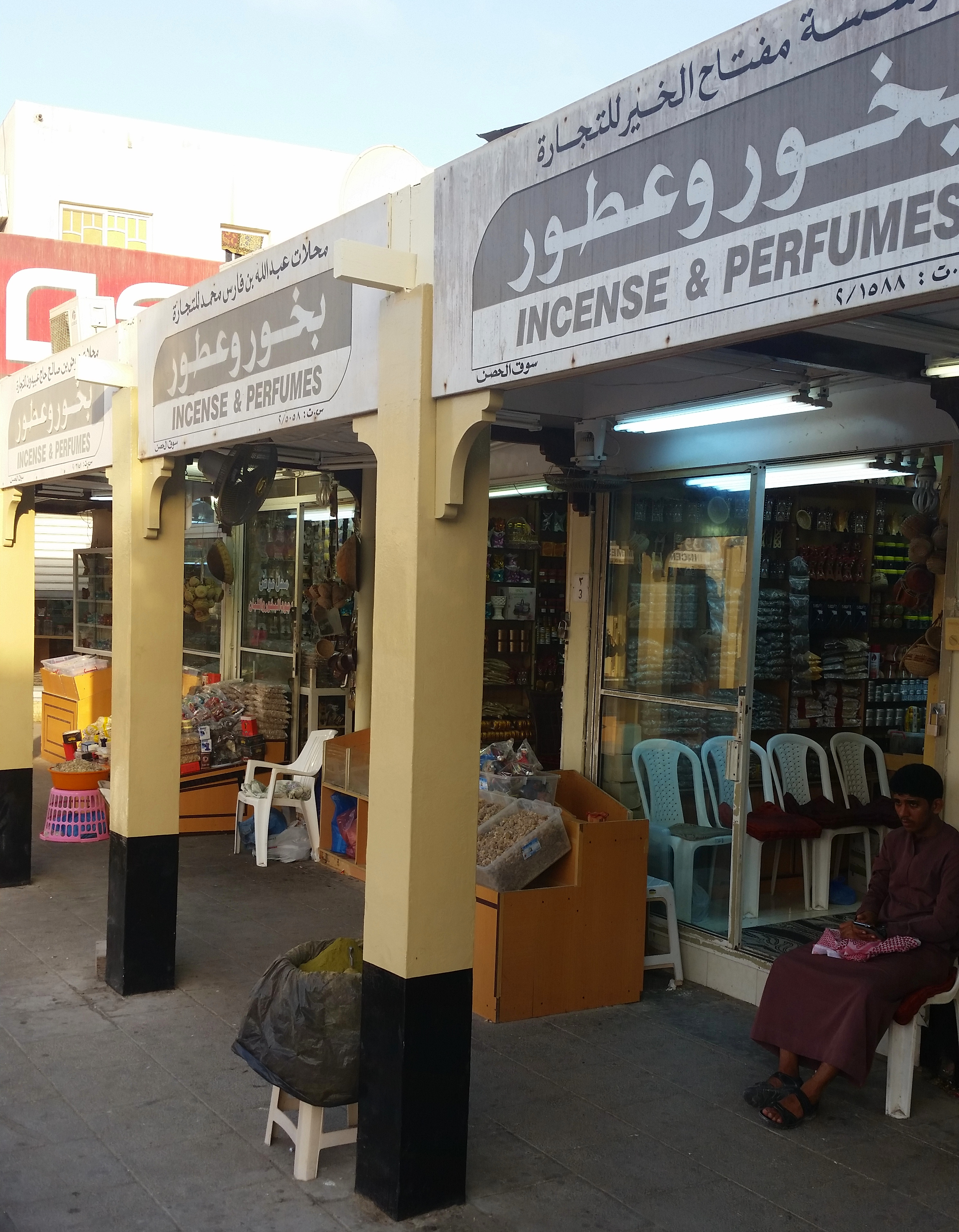
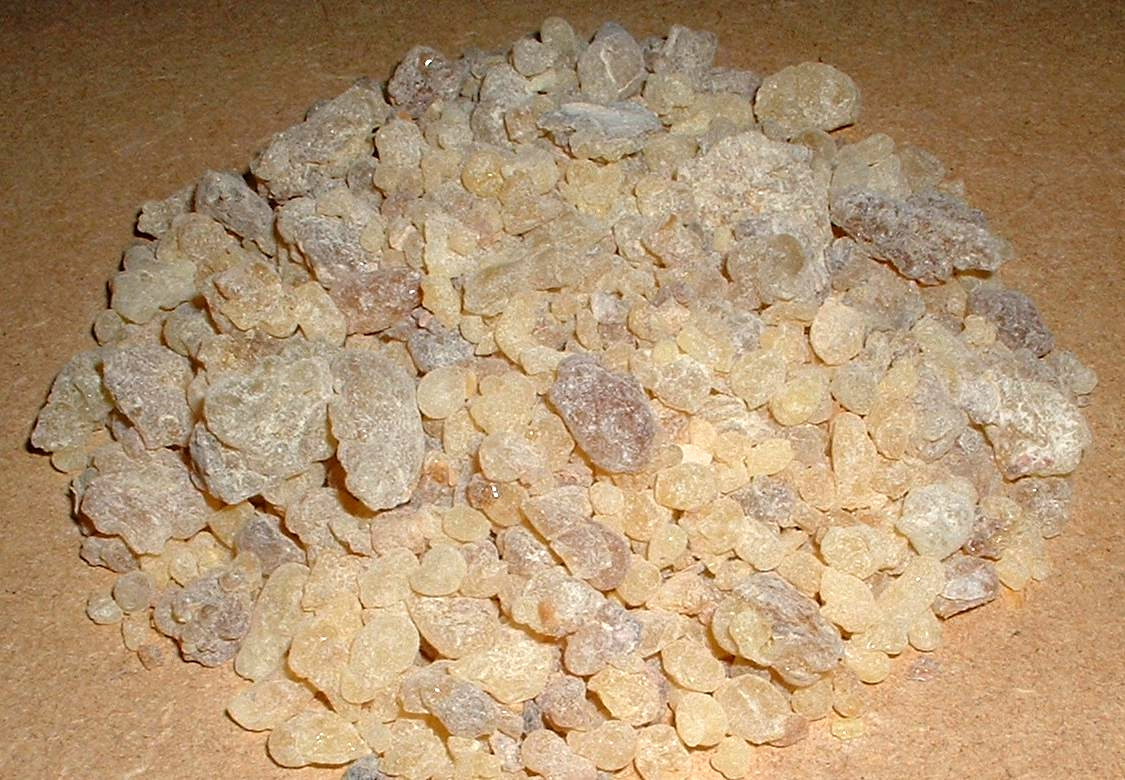
منتجات اللبان تباع في سوق الحافة